# Bodianus eclancheri
Bodianus eclancheri е вид бодлоперка от семейство Labridae. Видът не е застрашен от изчезване.

## Разпространение и местообитание
Разпространен е в Еквадор, Перу и Чили.
Среща се на дълбочина от 5 до 46 m.

## Описание
На дължина достигат до 61 cm.